# Планетарий (прибор)
Планета́рий — прибор, позволяющий проецировать на куполообразный экран изображения различных небесных тел, а также моделировать их движение. Например, с помощью планетария можно изобразить полное солнечное затмение. Он состоит из множества проекционных фонарей, движущихся при помощи электромоторов и дающих изображение неба на полотняном потолке. Аппарат позволяет ускорить, или наоборот, замедлить и даже остановить любое небесное явление, связанное с движением Земли. Предназначен для научно-познавательных целей и обучения. Обычно название прибора распространяется и на всё здание, в котором прибор размещается. Пример — Московский планетарий.

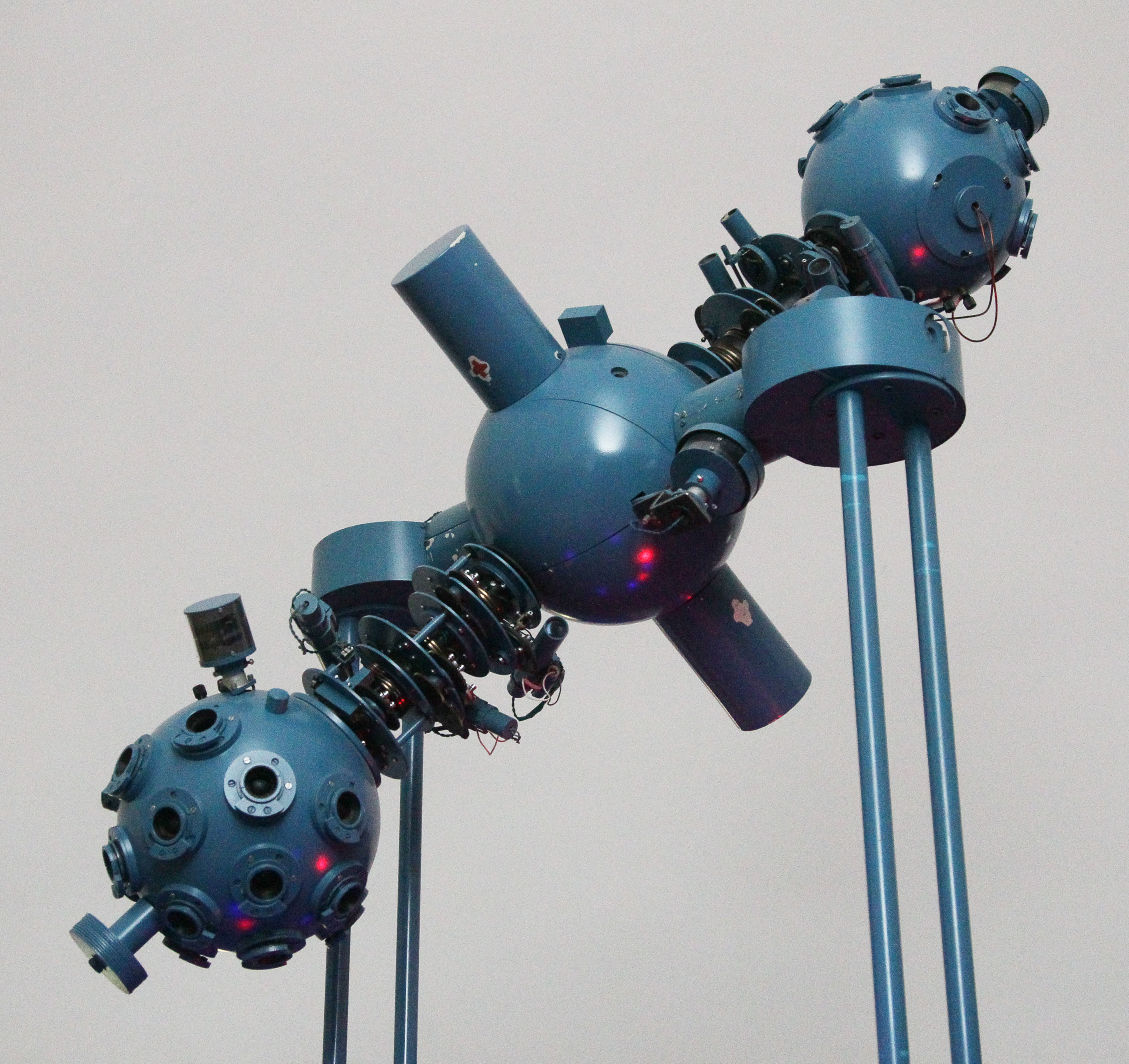
Планетарий Zeiss Skymaster ZKP-2

Первый современный планетарий был создан в 1923—1925 годах в Германии доктором-инженером В. Бауэрсфельдом на заводе фирмы Carl Zeiss Jena и в последующие годы неоднократно улучшался. Небольшие планетарии могут проецировать только фиксированный набор звёзд, Солнце, Луну, планеты и туманности. Аппараты крупнее способны показывать кометы и гораздо больший набор звёзд. Практически все новые планетарии в мире создаются с использованием цифровых технологий. Собственно оптико-механический прибор «планетарий» дополняется системой проекторов. Дополнительные проекторы могут демонстрировать сумерки или, например, Млечный Путь. Обычно также показываются линии координатной сетки, созвездия, часто добавляются устройства для просмотра фотографических слайдов, лазерные дисплеи и прочие устройства для показа изображений. Система IMAX DOME/OMNIMAX изначально создавалась для проецирования изображений на купол, что позволяет просматривать обычные видеофильмы, в том числе и в формате 3D.

## История

### Ранние идеи
Идея построить прибор, имитирующий звёздное небо и планеты, возникла очень давно. Так, подобный прибор был построен Архимедом и описан в его сочинении «Об изготовлении небесной сферы». Ни прибор, ни сочинение не сохранились. Гиппарх и греческие астрономы уже практически применяли наблюдательные результаты в простом пересчитывании эпохи наблюдений на интересующую дату, а координаты астрономических объектов фиксировали простейшими угломерными инструментами (Солнце, Луна и планеты).
Изобретение телескопа и появление гелиоцентрической модели мира стало поводом для строительства механических моделей движения планет. Так как все планеты движутся в одну сторону и почти в одной плоскости, с помощью набора валов и зубчатых передач изготавливали устройства, где шарики-планеты двигались вокруг центрального шара-Солнца с соблюдением тех же относительных скоростей и расстояний, как на небе. Эти модели называли коперниковскими планетариями.
Были и иные подходы к моделированию. Вольтером в книге «Царевна Вавилонская» было описано следующее устройство: «Среди садов, между двумя каскадами, высился овальной формы чертог в триста футов диаметром. Его лазоревый свод, усеянный золотыми звездами, воспроизводил точное расположение созвездий и планет. Он вращался, подобно заоблачной тверди, управляемый такими же невидимыми механизмами, как те, которые управляют движением небес». Это так называемый птолемеевский планетарий. Обычно он представлял собой сферу диаметром три метра и более, внутри которой сидели зрители, наблюдавшие нарисованные на внутренней стороне звёзды и планеты. Сфера вращалась вокруг оси, параллельной земной, со скоростью вращения реального неба. Иногда добавлялась модель Солнца в виде позолоченного шарика, двигавшаяся вдоль нарисованной эклиптики в соответствии с реальным годовым движением светила. Наружную же поверхность шара обычно разрисовывали как глобус. Большой Готторпский глобус, подаренный Петру I и находящийся ныне в Санкт-Петербурге, в Кунсткамере, является именно таким глобусом-планетарием.

### 1960-е
Хорошим примером «типичного» планетария 1960-х является Универсальный планетарий тип 23/6, произведённый народным предприятием Carl Zeiss Jena в ГДР. Он представлял собой четырёхметровый гантелеобразный объект с шарами диаметром 740 мм на обоих концах, предназначенными для проецирования северной и южной небесной полусфер. На раме, соединяющей сферы, было установлено около 150 независимых проекторов, предназначенных для планет, Солнца и некоторых звёзд.
Каждая сфера отвечала за примерно 4500 звёзд соответствующей небесной полусферы. Изображение звёзд создавалось крошечными отверстиями диаметром от 0,023 до 0,452 мм, сделанными в медной фольге. Чем больше отверстие, тем больше света через него проходит, и тем ярче будет изображение звезды. Эта фольга вкладывалась между двумя стёклами и образовывала «звёздную пластинку». Каждая сфера освещалась 1500-ваттной лампой. Система асферических собирающих линз, располагавшаяся внутри каждой сферы, фокусировала свет на пластинках. 23 наиболее значимых звезды имели свои собственные проекторы, которые создавали изображение не точки, а небольшого светящегося диска, который к тому же мог быть окрашен: Бетельгейзе и Антарес были красноватыми, а Ригель и Спика имели голубоватый оттенок. Изображение Млечного Пути создавалось проектором барабанного типа, усеянным несфокусированными мельчайшими отверстиями, сделанными в соответствии с фотографиями Галактики. Специальные проекторы могли имитировать колебания светимости таких переменных звёзд, как Алголь и Мира (звезда), другие же могли создавать изображения созвездий, исторически важных комет, сторон света и разных астрономических феноменов. Когда звезда или планета заходила за горизонт, наполненная ртутью заслонка под действием силы тяжести загораживала свет.

### Современность
В недавнее время планетарии расширили свой функционал. Они не ограничиваются демонстрацией звёздного неба, а способны также демонстрировать полнокупольное видео или лазерные шоу, которые комбинируют музыку и рисуемые лазером узоры. Последнее поколение планетариев, такие как Digistar 3 от Evans & Sutherland, Fidelity от Global Immersion или DigitalSky от Sky-Skan создают полностью цифровое изображение неба: один проектор и линза «рыбий глаз» или несколько цифровых или лазерных видеопроекторов, установленных по кругу под куполом, могут вывести любое изображение, которое будет предоставлено компьютером. Это даёт оператору огромную гибкость и позволяет ему показывать не только современное ночное небо, видимое с Земли, но и любое изображение (включая ночное небо, видимое в любое время и в любом месте, даже на других планетах).
В то время как многие планетарии являются системами из одного или нескольких больших проекторов, серия LITE Emerald planetariums, от 42 до 62 фунтов, и Digitarium Iota и Delta 3 Digitalis Education Solutions, Inc, массой 20,6 и 33,5 фунтов соответственно, обслуживают передвижные планетарии.

## Компании-производители

### Carl Zeiss

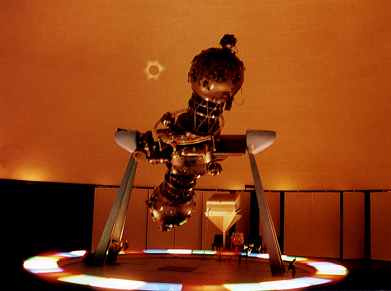
Планетарий Zeiss

17 ноября 1846 года в немецком городе Йене заработало механическое ателье по изготовлению оптико-механических приборов, что и стало датой создания предприятия Carl Zeiss Jena, создателем которого был конструктор-механик, инженер-предприниматель — Карл Фридрих Цейс, награжденный 1886 году — почетной медалью конгресса российских врачей. Соратниками Карла Цейса были: Альберт Кенинг, Эрнст Аббе, Пауль Рудольф. Механиками Carl Zeiss Jena в 1984 году сконструирован проектор звездного неба с компьютерным управлением «Косморама». Главная разработка 1902 года — четырёх линзовый объектив «Тессар», который до сих пор выпускается на предприятии Carl Zeiss Jena.

### Spitz

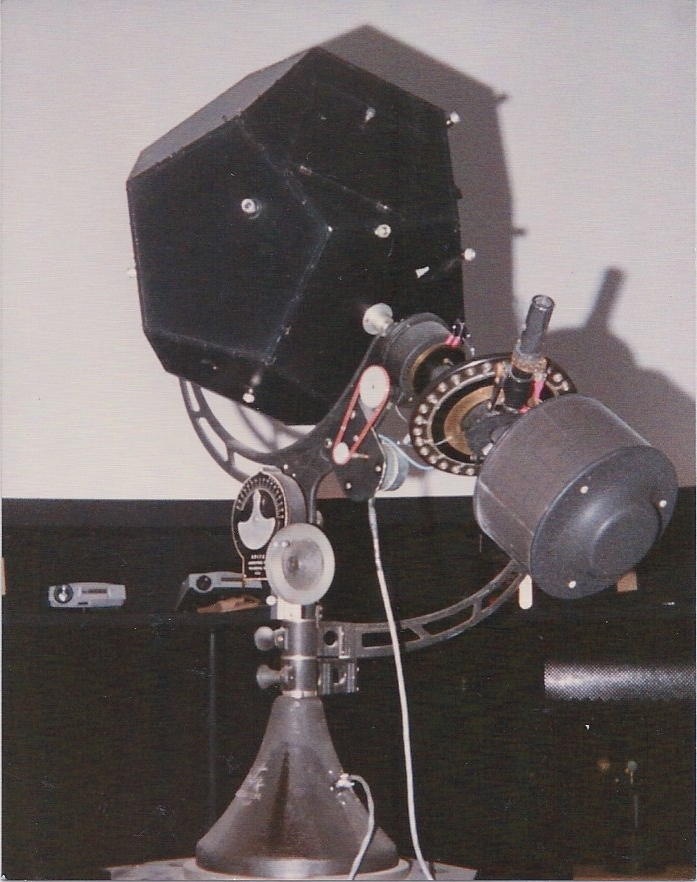
Spitz Star планетарий

Лаборатория Арманда Спи́ца была создана в 60-х годах для разработки и производства альтернативных приборов-трафаретов бренда «Планетарий» в США. Основоположник-руководитель — Armand Spitz. Thomas Industry Inc. — компания разработанного и сконструированного первого серийного прибора Spitz Model серии A, который имел форму додекаэдра и показывал звезды и явления астрономии. После кончины руководившего Thomas Industries inc. Дж. П. Томаса Спиц не продолжил работы в компании, а нашёл финансовую поддержку и создал лабораторию Spitz.

### GOTO
GOTO inc. основана в августе 1926 года японским конструктором-инженером Сэйдзо Гото для создания телескопов диаметром 25 мм для астрономов-любителей. В 1933 его бизнес вырос с открытием нового завода в Сэтагая, Токио. В 1955 Гото совершенствует разработанный аппарат(прибор) Моррисона, поразивший его в Сан-Франциско, США. Сконструировав проектор в виде «перевернутой гантели» — прибор Гото разработал к 1970 году. В 1970 Модель «Astrorama», которая использовала проекторы для показа изображений на куполе высотой 23 метра, и это дало Goto вдохновение, что в планетариях мира на эту модель предложение будет соответствовать спросу, открыла новый горизонт в производстве планетариев. 9 февраля 1981 японский астроном Цутому Сэки обнаружил астероид (IAU-385), который был назван в честь основателя GOTO inc. — Seizo Goto.

### Minolta
Японский предприниматель Кадзуо Тасима, создатель Minolta Co., Ltd., учреждает[когда?] Nichi-Doku Shashinki Shoten — японско-германскую оптико-механическую компанию-производителя фото-камер в Японии. 11 ноября 1928 компания Minolta, несколько лет проработавшая как Nichi-Doku Shashinki Shoten, переименуется и откроет первый завод в городе Нисиномия, префектура Хиого. Тасима проявляет большой интерес к звездам. Начинаются работы по созданию планетария. Minolta в сотрудничестве с Масанори Нобуокой — конструктором-любителем в 1957 представляет результат — первый планетарий, который был представлен публике на научной выставке в парке Хансин в 1958, и становится очень популярным. В 2003 году Minolta Co., Ltd. объединится с Konica Corporation и создаст Konica Minolta Holdings, Inc.

### Evans & Sutherland
Соучредитель-основатель Evans & Sutherland — профессора Дэвид Эванс и Айвэн Сазерлэнд (США) являются пионерами в производстве компьютерной графики. Поначалу их производство заключалось в разработке и выпуске программного обеспечения для внедрения систем, которые требовались в университете. Производство держалось на студентах университета. После рождения в 1968 Evans & Sutherland продукция компании используется военными и крупными промышленными фирмами для обучения и моделирования. Планетарий Evans & Sutherland — механический шар-проектор с гибридной цифровой проекцией.

### Emerald planetarium
Emerald Planetarium — астрономическая обсерватория в Израиле. На конвейерах Барката выпускаются проекционные системы Emerald Simulator, создаются планетарии и телескопические системы к ним, роботизированные купола и аэрокосмическое оборудование для промышленных предприятий — исследовательских центров. Соединение «Живая обсерватория — Планетарий» может захватывать четкие детали изображения неба и отправлять онлайн данные прямо на купол планетария.

### Ohira Tech Ltd
Главный механик цеха по производству планетариев Такаюки Охира свою модель линзового планетария изготовил ещё во время учёбы в университете. В 2005 году Такаюки Охира основал Ohira Tech Ltd. (Япония). Финансирование работ до момента учреждения Ohira Tech Ltd. производилась заинтересованными организациями. Серия планетариев (яп. メガスター Megasutā) это уже проекция 1,5 миллиона звезд, что в 100 раз больше, чем у обычного планетария. Его планетарии представляют собой гибрид оптико-механических и цифровых моделей.

## Использование планетариев
В настоящее время ни одна проекционная система в мире не может сравниться по качеству изображения звездного неба с планетарием (оптико-механическим прибором).
Жизненный цикл прибора планетарий составляет десятки лет (в мире успешно функционируют приборы старше 50 лет), что вызвано их высокой надежностью и низкой стоимостью эксплуатации, в сравнении с цифровыми проекционными системами.
Также, с развитием цифровых технологий стали применяться мобильные планетарии для проведения лекций в школах и небольших учебных заведениях.